# Syzygium eugenioides
Syzygium eugenioides là một loài thực vật có hoa trong Họ Đào kim nương. Loài này được (F.Muell.) Biffin & Craven mô tả khoa học đầu tiên năm 2005.